# 혈구

조혈모세포에서 성숙세포 간 각기 다른 혈구의 발전을 보이고 있는 다이어그램.

혈구(血球, 영어: blood corpuscle, 문화어: 피알)는 혈액을 구성하며, 혈장을 떠다니는 유형 성분을 말한다. 혈구에는 적혈구, 백혈구, 혈소판이 있다.

## 종류 및 특성

### 적혈구
가운데 부분이 약간 들어간 원판형의 무핵 세포이다. 발생 초기에는 핵을 갖고 있지만 도중에 없어진다. 크기는 혈장 속에서 지름 약 8.5µm, 두께가 약 2.4µm이고, 혈액 1mm3 속에 여성은 약 450만 개, 남성은 약 540만 개 정도 들어 있다.
적혈구는 내부에 헤모글로빈(혈색소)이라는 색소를 갖고 있기 때문에 붉은색을 띤다. 적혈구를 건조시켜 그 조성을 관찰해 보면 95%가 헤모글로빈이고 나머지는 세포질과 효소로 되어 있다. 헤모글로빈은 철을 함유한 헴이라는 색소가 글로빈이라는 단백질과 결합된 복합 단백질로, 헴과 글로빈의 비율은 4:96 정도이다.
대부분의 산소는 적혈구가 운반하고, 이산화탄소도 40% 이상을 적혈구가 운반하는데, 이들은 모두 헴이 철이 있는 위치에 결합하여 운반된다고 한다. 1분자의 헤모글로빈은 철 원자 4개를 함유하고, 분자량은 68.000이다. 철 원자 1개는 산소 분자 1개와 결합할 수 있기 때문에 1분자의 헤모글로빈은 4분자의 산소를 운반할 수 있게 된다.

### 백혈구
핵을 갖고 있으며, 활발한 대사를 하고 운동성이 있는 세포로, 식작용을 한다. 여러 종류로 구별되는데, 그것은 아마도 약간씩 다른 기능을 담당하고 있다고 추정할 수 있다.
그 비율은 건강할 때는 거의 일정하지만, 체내에 이상이 있으면 이상이 있는 종류에 따라 비율이 다양하게 변화한다.몸속에 세균이 침입하거나 조직이 파괴되거나 하면 백혈구는 모세혈관의 내피 세포 틈에서 빠져나와 아메바 운동에 의해 환부에 모여 침입물이나 파괴된 잔해를 식작용에 의해 세포내로 들여와 효소로 소화해 버린다. 그러나 세균 등을 포식했을 때 그 독이 강하면 반대로 백혈구가 죽고, 융해되어 고름이 된다. 이 고름 또한 백혈구에 의해 처리된다.

### 혈소판
골수 안에 있는 거핵 세포의 세포질 일부가 찢어져 혈액 속에 나온 것이 혈소판이다. 따라서 핵은 없으며, 크기는 2~4µm로 혈액 1mm3 속에 25~50만 개 정도 있다고 하는데 변동이 많다. 혈소판은 혈액 응고에 중요한 역할을 한다.